# Closer (Mandy-Capristo-Lied)
Closer (deutsch: „Näher“) ist ein Pop-Rocksong, den Robin Grubert und Martin Tingvall für die deutsche Sängerin Mandy Capristo schrieben. Das Stück, das Robin Grubert und Martin Tingvall produzierten, wurde 2012 auf Capristos Debütalbum Grace veröffentlicht und als zweite Single ausgekoppelt.

## Hintergrund
Erstmals präsentierte Capristo am 20. Juli 2012 das Lied Closer als Voract von James Morrison vor 3000 Besuchern. Ebenso wurde der Song auf der EMI – Best of Sommerhits Compilation am 29. Juni veröffentlicht. Die Radiopremiere fand am 9. August statt. Am 27. August veröffentlichte Capristo die Akustik-Version zu Closer. Begleitet wurde sie von dem Pianisten Nicolas Kozuschek und dem Cellisten Cornelius Thiem. Dies ist nunmehr die 4. Akustik-Auskopplung aus ihrem Album Grace.
Capristo sagte über Closer: „Der Song soll einfach vermitteln, dass man sich mehr über die Dinge freut, die man hat, sich darauf besinnt und nicht alles als selbstverständlich hinnimmt. Ich hatte auch den Punkt in meinem Leben, an dem alle meine materiellen Wünsche erfüllt waren und ich war nicht glücklicher. Da hat es Klick gemacht und ich habe überdacht, was für mich wirklich wichtig ist.“

## Videodreh
Der Videodreh fand am 9. Juni 2012 statt; das Video wurde erstmals am 2. August auf MyVideo ausgestrahlt. Insgesamt wurden vier verschiedene Szenen gedreht. Zu Beginn spielt das Video in einer neuen Wohnung; Capristo und ihr Freund (gespielt von Thando Walbaum) richten diese gerade ein. Die zweite Szene beginnt in einer Bar. Capristo ist abermals mit ihrem Freund und trägt ein langes Cocktailkleid. Dann kippt die Stimmung, da ihr Freund mit einer anderen Frau flirten zu scheint und dann den Raum verlässt. Als er wiederkommt rennt Capristo wutentbrannt aus der Bar. Ein Auto rast auf sie zu. Ihr Freund rettet sie, indem er vor sie springt. Daraufhin wird er ins Krankenhaus gebracht und liegt im Koma. Capristo besucht ihn jeden Tag und hinterlässt ihm auf kleinen Klebezetteln Liebesbotschaften. Die letzte Einstellung wird mit den ertönenden Pulsschlägen des Verunglückten beendet. Es bleibt offen, ob dieser aufwachen wird. Capristos Fans konnten das Ende des Videos bestimmen. Entweder bleibt ihr Geliebter im Koma oder er wacht wieder auf.

## Titelliste der Single
EP
1. Closer (Radio Edit)
2. Closer (Acoustic Version)
3. Hurricane (Acoustic Version)
4. Overrated (Acoustic Version)
5. Be You